# Eshyllen Coimbra
Eshyllen Coimbra Cardoso (Rio de Janeiro, 18 de agosto de 2000) é uma jogadora de rúgbi de sete brasileira.
Eshyllen fez parte da Seleção Brasileira de Rugby Sevens Feminino que disputou os Jogos Olímpicos de Verão de 2020, realizados em Tóquio, no Japão, onde o Brasil terminou em 11.º lugar.